# Orkla ASA
Orkla eller Orkla ASA är ett norskt industrikonglomerat verksamt i Europa, Asien och USA. År 1929 noterades Orkla på Oslobörsen.

## Historia

### Gruv- och industriverksamhet
Orklas verksamhet går tillbaka till 1654 när gruvbrytning av pyrit började vid Løkken Verk i nuvarande Trøndelag fylke i Norge. Sedan började företaget bryta koppar, men kopparbrytningen lades ner 1845.
År 1904 grundades Orkla Grube-Aktiebolag av Christian Thams för att starta kommersiell gruvbrytning vid Løkken Verk, inklusive byggandet av Thamshavnbanen, den första elektriska järnvägen i Norge, mellan Løkken Verk och Thamshavn. Järnvägen drivs fortfarande som en museijärnväg efter att gruvdriften vid Løkken Verk avslutades den 10 juli 1987.
År 1931 öppnades det nya smältverket i Thamshavn utanför Orkanger. Omkring 1941 började Orkla med en separat investeringsportfölj och öppnade kontor i Oslo år 1975.
År 1988 fusionerades Orkla med Borregaard med säte i Sarpsborg och bildade Orkla Borregaard. Bolaget fusionerade sedan med Nora Industrier år 1995.
2005 köpte Orkla det norska materialföretaget Elkem (avyttrat år 2011) samt Sapa i Sverige (avyttrat år 2017).

### Mediekoncern
År 1984 inledde Orkla ett stort övertagande av norska tidningar, vilket gjorde Orkla Media till ett av de tre största medieföretagen i Norge. Hälften av tidskriftsförlaget Egmont-Mortensen gick över i Orkla Medias ägo år 1992 liksom det danska Det Berlingske Officin år 2000. Orkla sålde mediadelen till Mecom år 2006.

### Livsmedelskoncern
Orkla investerar starkt i livsmedel och förvärvade bland andra det svenska bryggeriet Pripps liksom andra företag bland andra Abba Seafood, Baltic Beverages Holding och Procordia Food. Norska Ringnes och Pripps slogs ihop med Carlsberg Breweries, där Orkla förvärvade 40 % år 2000. Orkla sålde sitt ägande i Carlsberg år 2004, samma år som det köpte SladCo.

## Verksamhet och företagsinnehav
Orkla Brands producerar många slags märkesvaror främst i Norden, men även på andra håll, särskilt i Central- och Östeuropa, och Baltikum. 
Borregaard är ett norskt kemiföretag med produkter inom träbaserade kemikalier och andra organiska kemikalier.
Sapa är ett svenskbaserat företag som producerar högförädlade profiler, byggsystem och värmeväxlarband i aluminium. Sapas verksamhet med aluminiumprofiler slogs under 2007 samman med Alcoas, vilket nästan fördubblade Sapas omsättning. Under 2009 övertog Alcoa hela aluminiumverksamheten från Elkem medan Sapa tog över profilverksamheten från Alcoa. Samma år förvärvade Sapa konkursdrabbade Indalex i USA. Sapa avyttrades år 2017 till Norsk Hydro.
Orkla äger också Orkla Financial Investments som främst av allt förvaltar en portfölj med investeringar. Dessutom ingår Orkla Finans, med verksamhet inom investeringsförvaltning och investeringar, Real Estate, som utvecklar fastigheter, samt Borregaard Skoger, som äger och förvaltar koncernens skogsegendomar.
Genom sin investeringsportfölj (marknadsvärde på 17,5 miljarder norska kronor 2007), äger Orkla aktier i olika företag, främst börsnoterade företag i Norge och de nordiska länderna.
Genom Orkla Confectionery & Snacks (Orkla Confectionery & Snacks Sverige, Orkla Confectionery & Snacks Finland och Orkla Confectionery & Snacks Norge) äger Orkla många företag inom godis- och snacksbranschen.

## Samarbete
Företaget är en av medlemmarna, benämnda partner, i Handelshögskolan i Stockholms partnerprogram för företag som bidrar finansiellt till högskolan och nära samarbetar med den vad gäller forskning och utbildning.